# Yannick Stopyra
Yannick Stopyra (Troyes, 1961. január 9. –) francia válogatott labdarúgó.

## Sikerei, díjai
- FC Sochaux:
  - Francia labdarúgó-bajnokság ezüstérmes: 1979-80
  - UEFA-kupa elődöntős: 1980-81
- Franciaország:
  - Labdarúgó-világbajnokság bronzérmes: 1986

## Fordítás
- Ez a szócikk részben vagy egészben  a   Yannick Stopira című angol Wikipédia-szócikk fordításán alapul.  Az eredeti cikk szerkesztőit annak laptörténete sorolja fel. Ez a jelzés csupán a megfogalmazás eredetét és a szerzői jogokat jelzi, nem szolgál a cikkben szereplő információk forrásmegjelöléseként.